# Eurytoma palanichamyi
Eurytoma palanichamyi är en stekelart som först beskrevs av T.C. Narendran 1984.  Eurytoma palanichamyi ingår i släktet Eurytoma och familjen kragglanssteklar. Inga underarter finns listade i Catalogue of Life.